# Anastomus
Anastomus is een geslacht van vogels uit de familie van de ooievaars (Ciconiidae). De wetenschappelijke naam van het geslacht is voor het eerst geldig gepubliceerd in 1791 door Bonnaterre.

## Soorten
De volgende soorten zijn bij het geslacht ingedeeld:
- Anastomus lamelligerus – Afrikaanse gaper
- Anastomus oscitans – Indische gaper